# Volker Sauer
Volker Sauer (* 1. April 1956 in Essen) ist ein ehemaliger deutscher Ruderer, der für die Bundesrepublik Deutschland antrat.
Der 1,86 m große Volker Sauer vom Ruderklub am Baldeneysee gewann bei den Junioren-Weltmeisterschaften 1973 die Silbermedaille im Vierer mit Steuermann, 1974 belegte er den vierten Platz im Vierer ohne Steuermann. 1974 und 1975 gewann er den deutschen Meistertitel im Doppelvierer. Bei den Ruder-Weltmeisterschaften 1975 belegte Sauer mit dem deutschen Achter den siebten Platz. 1976 und 1977 saß Volker Sauer im siegreichen Boot bei den deutschen Meisterschaften im Achter. 1976 ruderte Sauer im Achter bei den Olympischen Spielen in Montreal und belegte den vierten Platz. Bei den Ruder-Weltmeisterschaften 1977 in Amsterdam gewann Sauer mit dem deutschen Achter die Bronzemedaille. 1978 belegte Sauers Boot den zweiten Platz bei den deutschen Meisterschaften im Achter, wurde aber trotzdem für die Weltmeisterschaften nominiert. Im Weltmeisterschaftsfinale auf dem Lake Karapiro in Neuseeland war Sauers Boot ebenfalls der zweitbeste deutsche Achter und gewann hinter dem Boot aus der DDR die Silbermedaille. Bei seinem letzten großen internationalen Start belegte Volker Sauer 1979 den neunten Platz im Achter bei den Weltmeisterschaften in Bled.